# Higroscopicitat

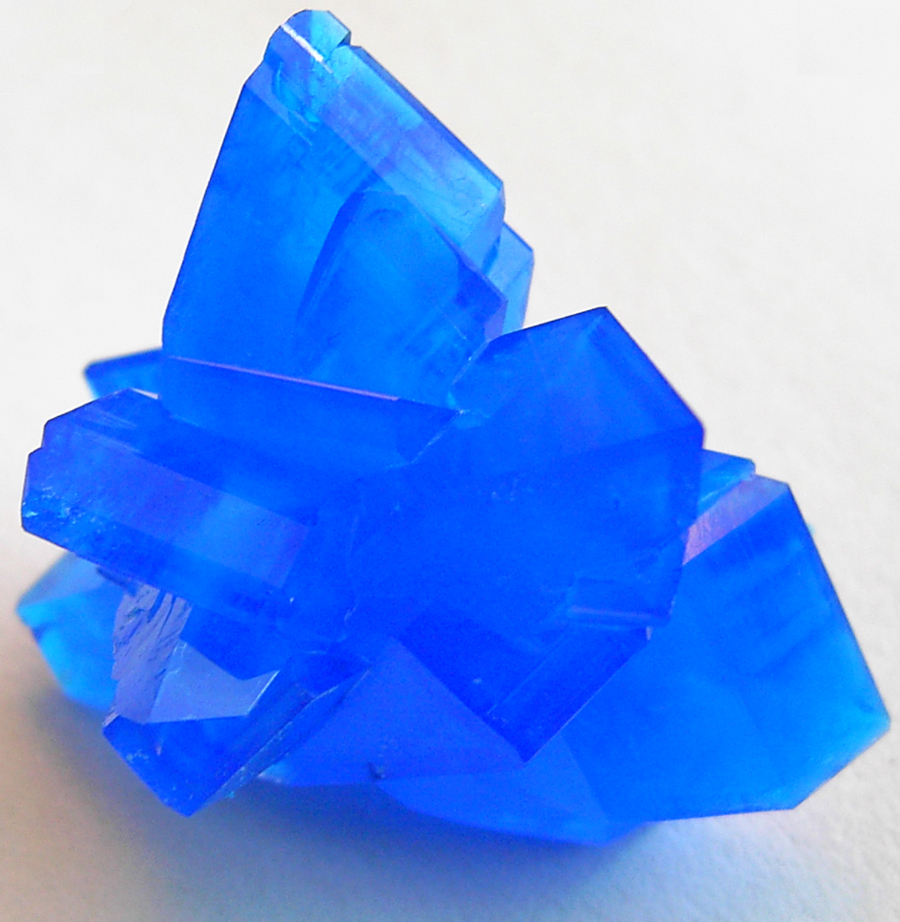
Cristalls de sulfat de coure (II) pentahidratat

La denominació higroscòpic (del grec ύγρος hygros 'humit, banyat', in, 'observar, mirar') es refereix a totes aquelles substàncies o materials que absorbeixen o cedeixen ràpidament l'aigua en forma de vapor o en forma líquida de l'ambient que les envolta.
L'absorció de l'aigua pot donar lloc a diferents processos:
- Alguns dels compostos higroscòpics reaccionen químicament amb l'aigua com els hidrurs, els metalls alquins, els oxoàcids, els òxids de no metalls (P₂O₃, P₂O₅…).
- Altres compostos sòlids, generalment sals, agafen aigua i la integren en la seva estructura cristal·lina formant els hidrats, en els quals l'aigua es presenta en una proporció estequiomètrica perfectament definida. Exemples: El sulfat de coure (II) forma tres hidrats: CuSO₄·5H₂O, CuSO₄·3H₂O, CuSO₄·3H₂O. Altres exemples de sals hidratades són: Sulfat de níquel (II) heptahidratat, NiSO₄·7H₂O, el perclorat de liti trihidratat, LiClO₄·3H₂O, el fluorur d'alumini monohidratat, AlF₃·H₂O, el dicromat de bari dihidratat, BaCr₂O₇·2H₂O, el clorur de crom (III) decahidratat, CrCl₃·10H₂O, el nitrat de magnesi hexahidratat, Mg(NO₃)₂·6H₂O, etc.
- Hi ha líquids com l'àcid sulfúric, H₂SO₄, que també absorbeixen aigua i es dilueixen.
- La fusta té la capacitat d'absorbir o desprendre humitat en funció d'on estigui situada i del clima. Quan absorbeix humitat, la fusta es bufa.